# Länsväg 277
De Zweedse weg 277 (Zweeds: Länsväg 277) is een provinciale weg in de provincie Stockholms län in Zweden en is circa 6 kilometer lang. De weg loopt van de stad Stockholm naar het eiland Lidingö.

## Plaatsen langs de weg
- Stockholm
- Lidingö

## Knooppunten
- E20: gezamenlijk tracé (begin)